# Beurre d'Ardenne
Beurre d'Ardenne is een roomboter die in een zuivelfabriek wordt vervaardigd van koemelk afkomstig van koeien in het gebied van de Belgische Ardennen. Het gebied omvat de Belgische provincie Luxemburg en tien aangrenzende kantons in de provincies Luik en Namen.
In 1984 kreeg de benaming van oorsprong Beurre d'Ardenne erkenning van de Belgische wetgever. In 1996 werd Beurre d'Ardenne binnen de Europese Unie een beschermde oorsprongsbenaming.